# قائمة رؤساء نيبال
فيما يلي قائمة رؤساء دولة نيبال، من توحيد البلاد وإنشاء مملكة نيبال عام 1768 حتى يومنا هذا.
كان ملك نيبال هو رأس الدولة للبلاد منذ التوحيد وتأسيس المملكة في 1768 إلى 2008. بعد إلغاء النظام الملكي في عام 2008 وإقامة الجمهورية أصبح رئيس نبيال حاكم الدولة.

## مملكة نيبال(1768 - 2008)
حكم ملوك سلالة شاه نيبال من عام 1768 حتى إلغاء الملكية في عام 2008. ولكن كانت البلاد تحكم من عام 1846 حتى ثورة 1951 بحكم الأمر الواقع من قبل رؤساء وزراء من سلالة رانا، مما قلل من دور الشاه. أُلغي النظام الملكي في 28 مايو 2008 من قبل الجمعية التأسيسية الأولى.
| No. | الصورة | الملك (الميلاد–الوفاة)                             | فترة الحكم     | فترة الحكم                               | فترة الحكم         |
| No. | الصورة | الملك (الميلاد–الوفاة)                             | استلم المنصب   | ترك المنصب                               | المدة              |
| --- | ------ | -------------------------------------------------- | -------------- | ---------------------------------------- | ------------------ |
| 1   |        | بريتفي نارايان شاه पृथ्वी नारायण शाह (1723–1775)         | 25 سبتمبر 1768 | 11 يناير 1775                            | 6 سنوات و108 أيام  |
| 2   |        | براتاب سينغ شاه प्रताप सिंह शाह (1751–1777)             | 11 يناير 1775  | 17 نوفمبر 1777                           | 2 سنوات و310 أيام  |
| 3   |        | رنا بهادر شاه रण बहादुर शाह (1775–1806)               | 17 نوفمبر 1777 | 8 مارس 1799 (تنازل عن العرش)             | 21 سنوات و111 أيام |
| 4   |        | جيرفان يودا بيكرام شاه गीर्वाणयुद्ध विक्रम शाह (1797–1816) | 8 مارس 1799    | 20 نوفمبر 1816                           | 17 سنوات و257 أيام |
| 5   |        | راجندرا بيكرام شاه राजेन्द्र विक्रम शाह (1813–1881)       | 20 نوفمبر 1816 | 12 مايو 1847 (تنازل عن العرش)            | 30 سنوات و173 أيام |
| 6   |        | سوريندرا بيكرام شاه सुरेन्द्र विक्रम शाह (1829–1881)      | 12 مايو 1847   | 17 مايو 1881                             | 34 سنوات و5 أيام   |
| 7   |        | بريثفي بير بيكرام شاه पृथ्वी वीर विक्रम शाह (1875–1911)   | 17 مايو 1881   | 11 ديسمبر 1911                           | 30 سنوات و208 أيام |
| 8   |        | تريبهوفان त्रिभुवन वीर विक्रम शाह (1906–1955)             | 11 ديسمبر 1911 | 7 نوفمبر 1950 (نفي)                      | 38 سنوات و331 أيام |
| 9   |        | جيانيندرا ज्ञानेन्द्र वीर विक्रम शाह (مواليد 1947)          | 7 نوفمبر 1950  | 7 يناير 1951 (تنحي)                      | 61 أيام            |
| (8) |        | تريبهوفان त्रिभुवन वीर विक्रम शाह (1906–1955)             | 7 يناير 1951   | 13 مارس 1955                             | 4 سنوات و65 أيام   |
| 10  |        | ماهيندرا महेन्द्र वीर विक्रम शाह (1920–1972)              | 14 مارس 1955   | 31 يناير 1972                            | 16 سنوات و323 أيام |
| 11  |        | بيراندرا वीरेन्द्र वीर विक्रम शाह (1945–2001)              | 31 يناير 1972  | 1 يونيو 2001 (المجزرة الملكية النيبالية) | 29 سنوات و121 أيام |
| 12  |        | ديبندار بيكرام दीपेन्द्र वीर विक्रम शाह (1971–2001)        | 1 يونيو 2001   | 4 يونيو 2001 (المجزرة الملكية النيبالية) | 3 أيام             |
| (9) |        | جيانيندرا ज्ञानेन्द्र वीर विक्रम शाह (مواليد 1947)          | 4 يونيو 2001   | 28 مايو 2008 (خلع)                       | 6 سنوات و359 أيام  |

## جمهورية نيبال الديمقراطية (2008-الآن)
| ترتيب | الاسم | الاسم                                | الانتخابات | فترة الحكم     | فترة الحكم     | فترة الحكم        | الرئيس                                              | نائب الرئيس      |
| ترتيب | الاسم | الاسم                                | الانتخابات | استلم المنصب   | ترك المنصب     | المدة             | الرئيس                                              | نائب الرئيس      |
| ----- | ----- | ------------------------------------ | ---------- | -------------- | -------------- | ----------------- | --------------------------------------------------- | ---------------- |
| 1     |       | رام باران ياداف रामवरण यादव (1948-)    | 2008       | 21 يوليو 2008  | 29 أكتوبر 2015 | 7 سنوات و98 أيام  | المؤتمر النيبالي                                    | بارماناند جا     |
| 2     |       | بيديا ديفي بنداري विद्यादेवी भण्डारी (1961-) | 2015       | 29 أكتوبر 2015 | 13 مارس 2023   | 7 سنوات و135 أيام | الحزب الشيوعي النيبالي (الماركسي - اللينيني الموحد) | ناندا كيشور بان  |
| 2     | 2018  | بيديا ديفي بنداري विद्यादेवी भण्डारी (1961-) |            | 29 أكتوبر 2015 | 13 مارس 2023   | 7 سنوات و135 أيام | الحزب الشيوعي النيبالي (الماركسي - اللينيني الموحد) | ناندا كيشور بان  |
| 3     |       | رام شاندرا بودل राम चन्द्र पौडेल (1944-)  | 2023       | 13 مارس 2023   | الآن           | 2 سنوات و7 أيام   | المؤتمر النيبالي                                    | رام ساهايا ياداف |

## هوامش
1. ↑  Reigned whilst in a coma, following the المجزرة الملكية النيبالية.
2. ↑  Served as regent for Dipendra Bir Bikram Shah, from 1–4 June 2001.